# Chi Đước bầu rượu cạn
Chi Đước bầu rượu cạn (tên khoa học Pellacalyx) là một chi thực vật thuộc họ Đước.
Tên gọi tiếng Việt của chi Pellacalyx được nhóm tác giả điều tra phát hiện ở Việt Nam đặt cấu thành từ pella khi chúng cùng với carallia thuộc nhóm cây họ đước sống trên cạn và calyx mang nghĩa đài hoa có dạng bình rượu, hay nói cách đầy đủ đây là chi đước sống trên cạn có đặc điểm đài hoa dạng bình.

## Danh sách loài
Chi này gồm các loài:
- Pellacalyx axillaris
- Pellacalyx cristatus
- Pellacalyx lobbii
- Pellacalyx parkinsonii
- Pellacalyx pustulata
- Pellacalyx saccardianus, Scortech.
- Pellacalyx symphiodiscus
- Pellacalyx yunnanensis, Hu: Đước bầu rượu cạn